# Llista de monuments commemoratius de Molins de Rei
Llista de monuments commemoratius de Molins de Rei inclosos en la base de dades Monuments commemoratius de Catalunya de l'Institut d'Estudis Catalans per al municipi de Molins de Rei (Baix Llobregat).
| Títol                              | Descripció | Autor/Data                          | Material        | Localització | Codi | Imatge                                 |
| ---------------------------------- | --- | ----------------------------------- | --------------- | --- | ---- | -------------------------------------- |
| A Margarida Xirgu                  | Escultura d'una testa femenina amb el cap sobre els braços i els mans, situada damunt d'una pedra provinent de l'antic pont de Carles III, la qual porta gravada la inscripció "Margarida Xirgu i Subirà / Actriu / Nasqué en Aquesta Vila: 18 juliol 1888 / Morí a Montevideo: 25 abril 1969 / Voldria / aturar tants moments de cada dia / per fe'ls eterns a dintre del meu cor! / Joan Maragall" | Carme Rodon Badia 1980              | Pedra           | Carrer Rafael Casanova amb Carrer de Ponent 41° 24′ 48″ N, 2° 00′ 57″ E / 41.413417°N,2.015778°E                 | 938  | Carregueu una nova foto d'aquesta obra |
| A Mateu Janés                      | Estructura arquitectònica amb relleu. Mur que forma mig arc amb una part central que sobresurt. En aquest hi ha un medalló de bronze amb el retrat del poeta de perfil. L'estructura presenta la inscripció: "Mateu Janés i Duran / Poeta / 1896-1974 / Llavors, que deixaré tot el que fiu / i el que he estimat i a més, també, les noses / Voldria un dolç oblit recordatiu / Per ben damunt dels dies i les coses./ Molins de Rei, desembre del 1981 | Eduard Serra i Subirà desembre 1981 | Formigó, bronze | Carrer de Mateu Janés i Duran 41° 24′ 42″ N, 2° 01′ 08″ E / 41.411611°N,2.018944°E                               | 939  | Carregueu una nova foto d'aquesta obra |
| Als Gegants                        | Amb una pedra del pont de Carles III s'alcen el perfil dels gegants de Molins de Rei i al seu costat quatre ferros de diferent alçada que simbolitzen les quatre barres. Erigit amb motiu de ser nomenada Molins de Rei quarta ciutat gegantera de Catalunya. | 1988                                | Acer, pedra     | Carrer Jacint Verdaguer amb passeig de la Pau 41° 24′ 53″ N, 2° 01′ 05″ E / 41.414778°N,2.017944°E               | 940  | Carregueu una nova foto d'aquesta obra |
| A la Sardana                       | Rodona amb les lletres de la inscripció "és la dansa sencera d'un poble que estima i avança donant-se les mans. 2005", lletres del conegut poema de Joan Maragall. Al centre, tombada, trobem una roda de molí amb la data. S'inaugurà en record de la declaració de la vila com a ciutat pubilla de la sardana el 2005. Han desaparegut Tant la inscripció com una làpida commemorativa. | Roser Garriga 2005                  | Formigó         | Rambla de la Granja 41° 24′ 57″ N, 2° 00′ 46″ E / 41.415889°N,2.012889°E                                         | 941  | Carregueu una nova foto d'aquesta obra |
| Al rei Alfons II i a Bernat Ferrer | Dues figures masculines nues que representen al rei Alfons II i a Bernat Ferrer, aquest rep del rei el pergamí de la concessió dels molins que foren origen de la vila. Les figures son rodejades per vuit seccions de pedres de molí. Presenta la inscripció : " Consti a tots, presents / i futurs, com jo Alfons / per la gràcia de Déu rei / d'Aragó i conte de / Barcelona, dono a tu / Bernat Ferrer, i per / descendència dels teus / Aquella / meva construcció dels molins del Llobregat... / 8 d'octubre de l'any 1190. / Ajuntament de Molins de Rei / 24 d'abril de 2006." | Marta Moreu 24 abril 2006           | Bronze, pedra   | Plaça dels Països Catalans 41° 24′ 52″ N, 2° 01′ 07″ E / 41.414333°N,2.018611°E                                  | 942  | Carregueu una nova foto d'aquesta obra |
| Als donants de sang                | Sobre una jardinera i acompanyat d'una olivera. Monòlit format per un petit bloc de pedra irregular amb una làpida de marbre amb la inscripció "Molins de Rei en reconeixement dels / donants de sang de la vila i del / Baix Llobregat. / Molins de Rei, 26 d'octubre de 2013" | 26 d'octubre de 2013                | Pedra, marbre   | Plaça de la Llibertat 41° 24′ 46″ N, 2° 00′ 52″ E / 41.412778°N,2.014306°E                                       | 943  | Carregueu una nova foto d'aquesta obra |
| a Josep Maria Madorell             | Monòlit de Roca, llisa per la part de la inscripció amb dedicatòria, presenta dues planxes d'acer la superior de 50 x65 cm reprodueix un dibuix d'en Madorell (en Jep i en Fidel ascendint una muntanya nevada), la inferior, de majors dimensions conté la inscripció: "A Josep Maria Madorell i Muntané / Fill predilecte / 1924-2004 / Molins de Rei / Juny 2006 / Ajuntament de Molins de Rei / Baix Llobregat" | Lluís Fisas i Moreno juny 2006      | Pedra, acer     | Avinguda de l'Onze de setembre amb el carrer de l'Esperanto 41° 24′ 46″ N, 2° 01′ 15″ E / 41.412833°N,2.020861°E | 944  | Carregueu una nova foto d'aquesta obra |
| A Rafael Casanova                  | Quatre grans pedres superposades provinents del pont de Carles III formen aquest monument. Des de la seva inauguració aquest es objecte de l'ofrena floral i l'homenatge de cada Onze de setembre. | 2014                                | Pedra           | Pati del palau 41° 24′ 44″ N, 2° 00′ 59″ E / 41.412222°N,2.016472°E                                              | 945  | Carregueu una nova foto d'aquesta obra |